# Château de Veltrusy
Situé à 25 km au nord de Prague, près de Mělník, le château de Veltrusy, œuvre de Giovanni Battista Alliprandi, est construit vers 1715 pour le compte de Václav Antonín Chotek (1674-1754), gouverneur de Bohême et ancêtre de Sophie Chotek, l’épouse morganatique de François-Ferdinand d'Autriche.
Au centre, une très haute salle de réception déploie son ellipse alors que, de part et d’autre, les ailes se déploient en forme de X.